# Baldwin Township (Pennsylvanie)
Pour les articles homonymes, voir Baldwin Township et Baldwin.
Baldwin Township est un township, situé dans le comté d'Allegheny, en Pennsylvanie, aux États-Unis,. En 2010, il comptait une population de 1 916 habitants. Le township est incorporé le 24 février 1844.

## Démographie
Lors du recensement de 2010, le township comptait une population de 1 992 habitants. Elle est estimée, en 2016, à 1 949 habitants.

### Source de la traduction
- (en) Cet article est partiellement ou en totalité issu de l’article de Wikipédia en anglais intitulé « Baldwin Township, Allegheny County, Pennsylvania » (voir la liste des auteurs).